# The Sepoy's Wife
The Sepoy's Wife è un cortometraggio muto del 1910. Il nome del regista non viene riportato nei titoli del film interpretato da Maurice Costello e da Clara Kimball Young, due tra i più popolari attori degli anni dieci.

## Produzione
Il film fu prodotto dalla Vitagraph Company of America

## Distribuzione
Distribuito dalla General Film Company, il film - un cortometraggio in una bobina - uscì nelle sale statunitensi il 13 settembre 1910. Copia della pellicola, i cui diritti sono di pubblico dominio, viene conservata negli archivi della Library of Congress.